# Stadio Renzo Barbera
Stadio Renzo Barbera je stadion v zahodnem delu mesta Palermo, natančneje v četrti La Favorita. Na stadionu igra najuspešnejši klub USC Palermo.